# Phyllocharitini
Los fillocharitinos (Phyllocharitini) son una tribu de coleópteros de la familia de los crisomélidos.

## Géneros
- Allocharis - Aphilon - Ateratocerus - Caccomolpus - Canobolas - Chalcolampra - Chalcomela - Cyclomela - Cyclonoda - Cyrtonogetus - Diacosma - Ethomela - Eugastromela - Eulina - Geomela - Gibbiomela - Johannica - Lamprolina - Oomela - Palaeomela - Phola - Phyllocharis - Phyllomela - Strumatophyma - Zira